# American dream (single van CSNY)
American dream is een lied van Crosby, Stills, Nash & Young dat werd geschreven door Neil Young. De band bracht het in 1988 uit op een single en als openingsnummer op het gelijknamige album American dream.
CSNY was toen al meer dan vijftien jaar uit elkaar maar kwam op verzoek van David Crosby weer voor een album en optredens bij elkaar. Op de single staat het nummer Compass op de B-kant. Er verschenen ook nog verschillende maxisingles waarop in enkele gevallen Soldiers of peace als extra nummer werd toegevoegd.
Het lied gaat over het ideaal van de Amerikaanse droom en is een poging om de groep in de jaren tachtig in een moderner jasje te steken, zonder concessies te doen aan het maatschappelijk bewustzijn. Het ligt in de lijn met werk dat Neil Young in die jaren uitbracht met de Bluenotes. De songtekst is gevuld met satire die gericht is op leiders als president Ronald Reagan en de in een sexschandaal verwikkelde orthodox-protestantse televisiepredikant Jerry Falwell.

## Hitnoteringen
De single bereikte de Britse en enkele Amerikaanse hitlijsten.
| Land                                  | piekpositie |
| ------------------------------------- | ----------- |
| Verenigde Staten (rock)               | 4           |
| Verenigde Staten (adult contemporary) | 49          |
| Verenigd Koninkrijk                   | 55          |